# Collegio elettorale di Livorno II (Regno di Sardegna)
Il collegio elettorale di Livorno II è stato un collegio elettorale uninominale del Regno di Sardegna, uno dei tre della provincia. Fu istituito col regio decreto del 21 gennaio 1860 promulgato del governo provvisorio guidato da Bettino Ricasoli. Il territorio di Livorno era diviso in tre collegi. Il secondo, chiamato anche "Cattedrale", comprendeva le seguenti zone: Cattedrale — SS. Annunziata — Greci uniti — San Gregorio degli Armeni — Fortezza vecchia — San Ferdinando — San Giovanni — La Madonna — San Sebastiano — Santo Antonio — Spedali riuniti. .

## Dati elettorali
Nel collegio si svolsero votazioni solo per la settima legislatura. In seguito il collegio fu riconfermato anche nel Regno d'Italia.

### VII legislatura
Le votazioni si svolsero in 387 collegi uninominali a doppio turno. Come previsto dalla legge elettorale del 20 novembre 1859, era eletto al primo turno il candidato che «riunisce in suo favore più del terzo dei voti del total numero dei membri componenti il collegio e più della metà dei suffragi dati dai votanti presenti all'adunanza» (art. 91). Se nessun candidato era eletto, al ballottaggio tra i due candidati con più voti era eletto chi otteneva il maggior numero di voti (art. 92) o, in caso di ugual numero di voti, il maggiore d'età (art. 93).
| Partito                            | Partito                            | Candidato                          | Primo turno 25 marzo 1860 | Primo turno 25 marzo 1860 | Ballottaggio 29 marzo 1860 | Ballottaggio 29 marzo 1860 |
| Partito                            | Partito                            | Candidato                          | Voti                      | %                         | Voti                       | %                          |
| ---------------------------------- | ---------------------------------- | ---------------------------------- | ------------------------- | ------------------------- | -------------------------- | -------------------------- |
|                                    | —                                  | Giovanni Fabrizi                   | 247                       | 61,75                     | 245                        | 76,32                      |
|                                    | —                                  | Pietro Bastogi                     | 87                        | 21,75                     | 76                         | 23,68                      |
|                                    | —                                  | Pietro Augusto Adami               | 66                        | 16,50                     |                            |                            |
|                                    |                                    |                                    |                           |                           |                            |                            |
| Iscritti                           | Iscritti                           | Iscritti                           | 828                       | 100,00                    | 828                        | 100,00                     |
| ↳ Votanti (% su iscritti)          | ↳ Votanti (% su iscritti)          | ↳ Votanti (% su iscritti)          | 470                       | 56,76                     | 328                        | 39,61                      |
| ↳ Voti validi (% su votanti)       | ↳ Voti validi (% su votanti)       | ↳ Voti validi (% su votanti)       | 400                       | 85,11                     | 321                        | 97,87                      |
| ↳ Schede non valide (% su votanti) | ↳ Schede non valide (% su votanti) | ↳ Schede non valide (% su votanti) | 70                        | 14,89                     | 7                          | 2,13                       |
| ↳ Astenuti (% su iscritti)         | ↳ Astenuti (% su iscritti)         | ↳ Astenuti (% su iscritti)         | 358                       | 43,24                     | 500                        | 60,39                      |

A causa dell'eccedenza nel numero dei deputati professori il 2 giugno 1860 fu effettuato un sorteggio per indicare i deputati che dovessero decadere dalla carica; l'onorevole Fabrizi risultò tra i sorteggiati. Il collegio fu riconvocato
| Partito                            | Partito                            | Candidato                          | Primo turno 1 luglio 1860 | Primo turno 1 luglio 1860 | Ballottaggio 5 luglio 1860 | Ballottaggio 5 luglio 1860 |
| Partito                            | Partito                            | Candidato                          | Voti                      | %                         | Voti                       | %                          |
| ---------------------------------- | ---------------------------------- | ---------------------------------- | ------------------------- | ------------------------- | -------------------------- | -------------------------- |
|                                    | —                                  | Giovanni Fabrizi                   | 130                       | 60,47                     | 246                        | 64,23                      |
|                                    | —                                  | Vincenzo Giera                     | 85                        | 39,53                     | 137                        | 35,77                      |
|                                    |                                    |                                    |                           |                           |                            |                            |
| Iscritti                           | Iscritti                           | Iscritti                           | 828                       | 100,00                    | 828                        | 100,00                     |
| ↳ Votanti (% su iscritti)          | ↳ Votanti (% su iscritti)          | ↳ Votanti (% su iscritti)          | 229                       | 27,66                     | 402                        | 48,55                      |
| ↳ Voti validi (% su votanti)       | ↳ Voti validi (% su votanti)       | ↳ Voti validi (% su votanti)       | 215                       | 93,89                     | 383                        | 95,27                      |
| ↳ Schede non valide (% su votanti) | ↳ Schede non valide (% su votanti) | ↳ Schede non valide (% su votanti) | 14                        | 6,11                      | 19                         | 4,73                       |
| ↳ Astenuti (% su iscritti)         | ↳ Astenuti (% su iscritti)         | ↳ Astenuti (% su iscritti)         | 599                       | 72,34                     | 426                        | 51,45                      |